# El Zapotillo, Jalisco
El Zapotillo är en ort i Mexiko. Den ligger i kommunen Ayutla och delstaten Jalisco, i den södra delen av landet, 600 km väster om huvudstaden Mexico City. El Zapotillo ligger 1 415 meter över havet och antalet invånare är 193.
Terrängen runt El Zapotillo är kuperad. Runt El Zapotillo är det ganska glesbefolkat, med 35 invånare per kvadratkilometer. I omgivningarna runt El Zapotillo växer huvudsakligen savannskog.